# مصفوفة (حوسبة)

مصفوفة ثنائية البعد

المصفوفة هي تركيبة من البيانات يتم إنشائها بشكل برمجي في الحاسوب، يمكنها تخزين العديد من العناصر من نفس النوع، وكل عنصر يحمل قيمة، يتم حجز مساحة من الذاكرة لتحمل قيمة ومكان كل عنصر بشكل متسلسل، المصفوفة لها سعة ثابتة

و لا تتغير خلال وقت التنفيذ، لهذا يجب تحديد سعة المصفوفة خلال وقت البرمجة.
المصفوفة يمكن أن تحتوي بيانات ببعد واحد أو أكثر . يمكن تصور المصفوفة الثنائية البعد على أنها مصفوفات داخل أخرى: فالبعد الأول يمكن اعتباره المصفوفة الرئيسة، أما البعد الثاني فهو مصفوفة داخل البعد الأول .
كل عنصر من المصفوفة له حجم خاص به وحسب نوع المصفوفة، السعة الكلية للمصفوفة عبارة عن حجم العنصر مضروب في عدد العناصر.

## الأداء والقيود
يتم تمثيل العناصر في الذاكرة في شكل مناطق متجاورة

، هذا ما يجعل عمليات الإدراج والحذف مستحيلة، إلا إذا قمت بإنشاء مصفوفة جديدة. فمن الضروري نسخ جميع العناصر من الجدول الأصلي إلى الجدول الجديد، ومن ثم تحرير مساحة الذاكرة المخصصة للمجموعة القديمة، أو يمكن استخدام المصفوفة الديناميكية.
في بعض لغات البرمجة اسم المصفوفة هو مؤشر لأول عنصر في الفهرس
. توجد حالات قد تشكل مشكلة في النظام أو ثغرة أمنية أو خطأ في سير البرنامج

و هي الإشارة إلى عنصر خارج المجموعة.
على سبيل المثال: إذا تم تصميم مصفوفة تحتوي على 50 عددا صحيحا وقمت بكتابة قيمة إلى المؤشر أكبر من 50، فهذه القيمة ستكتب خارج ذاكرة المخصصة للمصفوفة، ولكن في بعض الأحيان نظام التشغيل يمنع هذا.
سعة المصفوفة المحدودة له ميزة ثبات زمن الوصول إلى قيمة العنصر، بغض النظر عن مكان العنصر المطلوب. ويرجع ذلك إلى أن العناصر هي مجموعة متجاورة في الذاكرة.

## مؤشر الفهرسة
كل عنصر من المصفوفة يمثل متغير مستقل بذاته، فيمكن أن يخزن قيمة أو يسترجعها بواسطة استخدام المؤشر العددي (قيمة غير سالبة) المقابلة لموقع ذلك العنصر. قيمة المؤشر الأول في المصفوفة قد يكون صفرا أو واحد، وهذا حسب لغة البرمجة .
- الفهرسة من 0 : في هذا الوضع العنصر الأول من المصفوفة يتم الإشارة إليه برقم صفر. وفقا لذلك، فإن أي عنصر من المصفوفة يمكن الوصول إلى قيمته بإنقاص 1 من رقم ترتيبه. لغة البرمجة C هي مثال نموذجي يستخدم هذا الأسلوب من الفهرسة.[5]
- الفهرسة من 1 : الفهرسة على هذا النحو، العنصر الأول من المصفوفة يتم الإشارة إليه برقم 1، وأي عنصر من المجموعة يمكن الإشارة إليه برقم ترتيبه.[6]
- الفهرسة المستندة إلى قيمة «ن»: هذا الوضع من الفهرسة يتنوع فيها المؤشر وقد يكون حرفا أو رمزا وهي تستند إلى قيمة. كما يمكنها قبول قيمة سالبة.

## الاستخدامات
تستخدم المصفوفات لتمثيل الهياكل المعقدة للبيانات مثل :
- الكومة
- جدول هاش
- رتل
- مكدس
- سلسلة
- شجرة بحث ثنائية

أو في الخوارزميات على سبيل المثال - خوارزمية بحث ثنائي .

## أمثلة
الأمثلة التالية بلغة البرمجة C.

### مصفوفة أحادية البعد
```
int
 
mydata
[
10
];
 
// إنشاء مصفوفة بسعة 10 عناصر

mydata
[
0
]
 
=
 
22
;
  
// إسناد قيمة '22' لأول عنصر في المصفوفة

mydata
[
1
]
 
=
 
1
;

mydata
[
2
]
 
=
 
11
;

mydata
[
3
]
 
=
 
2
;

mydata
[
9
]
 
=
 
33
;
 
// إسناد قيمة '33' لأخر عنصر في المصفوفة

```

### مصفوفة ثنائية البعد
```
 
int
 
mydata
[
10
]
 
[
10
]
 
//  عشرة مصفوفات بسعة عشرة عناصر

 
mydata
[
0
]
 
[
5
]
 
=
 
64
;
 
//إسناد قيمة للعنصر الخامس في المصفوفة الأولى

```

### إسناد قيمة العناصر في وقت الإنشاء
```
int
 
mydata
[
5
]
 
=
 
{
6
,
 
3335
,
 
42
,
 
85
,
 
50
};

```